# کالین گوردون
کالین گوردون (انگلیسی: Colin Gordon؛ ۲۷ آوریل ۱۹۱۱ – ۴ اکتبر ۱۹۷۲) هنرپیشه اهل کشور بریتانیا بود.
از فیلم‌هایی که وی در آن نقش داشته است می‌توان به پلنگ صورتی و همچنین مردی به لباس سفید اشاره کرد.